# Danh sách Hoa hậu Quốc tế
Danh sách Hoa hậu Quốc tế là bảng tập hợp những người chiến thắng của cuộc thi Hoa hậu Quốc tế. Đây là một cuộc thi sắc đẹp thường niên bắt đầu ra đời từ năm 1960.

## Danh sách Hoa hậu
| Năm  | Quốc gia/ Vùng lãnh thổ                             | Hoa hậu                                             | Tuổi (đăng quang)                                   | Ngày                                                | Địa điểm tổ chức                                    | Số lượng tham gia                                   |
| ---- | --------------------------------------------------- | --------------------------------------------------- | --------------------------------------------------- | --------------------------------------------------- | --------------------------------------------------- | --------------------------------------------------- |
| 1960 | Colombia                                            | Stella Márquez                                      | 23                                                  | Ngày 12 tháng 8 năm 1960                            | Long Beach, Hoa Kỳ                                  | 52                                                  |
| 1961 | Hà Lan                                              | Stam van Baer                                       | 19                                                  | Ngày 28 tháng 7 năm 1961                            | Long Beach, Hoa Kỳ                                  | 52                                                  |
| 1962 | Úc                                                  | Tania Verstak                                       | 20                                                  | Ngày 18 tháng 8 năm 1962                            | Long Beach, Hoa Kỳ                                  | 50                                                  |
| 1963 | Iceland                                             | Guðrún Bjarnadóttir                                 | 20                                                  | Ngày 16 tháng 8 năm 1963                            | Long Beach, Hoa Kỳ                                  | 46                                                  |
| 1964 | Philippines                                         | Gemma Cruz                                          | 21                                                  | Ngày 14 tháng 8 năm 1964                            | Long Beach, Hoa Kỳ                                  | 42                                                  |
| 1965 | Đức                                                 | Ingrid Finger[a]                                    | 20                                                  | Ngày 13 tháng 8 năm 1965                            | Long Beach, Hoa Kỳ                                  | 44                                                  |
| 1966 | Cuộc thi bị hoãn                                    | Cuộc thi bị hoãn                                    | Cuộc thi bị hoãn                                    | Cuộc thi bị hoãn                                    | Cuộc thi bị hoãn                                    | Cuộc thi bị hoãn                                    |
| 1967 | Argentina                                           | Mirta Teresita Massa                                | 22                                                  | Ngày 29 tháng 4 năm 1967                            | Long Beach, Hoa Kỳ                                  | 46                                                  |
| 1968 | Brazil                                              | Maria da Glória Carvalho                            | 18                                                  | Ngày 9 tháng 10 năm 1968                            | Tokyo, Nhật Bản                                     | 49                                                  |
| 1969 | Anh Quốc                                            | Valerie Susan Holmes                                | 23                                                  | Ngày 13 tháng 9 năm 1969                            | Tokyo, Nhật Bản                                     | 48                                                  |
| 1970 | Philippines                                         | Aurora Pijuan                                       | 21                                                  | Ngày 16 tháng 5 năm 1970                            | Osaka, Nhật Bản                                     | 47                                                  |
| 1971 | New Zealand                                         | Jane Cheryl Hansen                                  | 20                                                  | Ngày 26 tháng 5 năm 1971                            | Long Beach, Hoa Kỳ                                  | 50                                                  |
| 1972 | Anh Quốc                                            | Linda Hooks                                         | 20                                                  | Ngày 6 tháng 10 năm 1972                            | Tokyo, Nhật Bản                                     | 47                                                  |
| 1973 | Phần Lan                                            | Anneli Björkling                                    | 21                                                  | Ngày 13 tháng 10 năm 1973                           | Osaka, Nhật Bản                                     | 47                                                  |
| 1974 | Hoa Kỳ                                              | Karen Brucene Smith                                 | 23                                                  | Ngày 9 tháng 10 năm 1974                            | Tokyo, Nhật Bản                                     | 45                                                  |
| 1975 | Nam Tư                                              | Lidija Manić                                        | 22                                                  | Ngày 3 tháng 11 năm 1975                            | Motobu, Nhật Bản                                    | 48                                                  |
| 1976 | Pháp                                                | Sophie Perin                                        | 19                                                  | Ngày 2 tháng 7 năm 1976                             | Tokyo, Nhật Bản                                     | 45                                                  |
| 1977 | Tây Ban Nha                                         | Pilar Medina                                        | 21                                                  | Ngày 1 tháng 7 năm 1977                             | Tokyo, Nhật Bản                                     | 48                                                  |
| 1978 | Hoa Kỳ                                              | Katherine Patricia Ruth                             | 18                                                  | Ngày 10 tháng 11 năm 1978                           | Tokyo, Nhật Bản                                     | 43                                                  |
| 1979 | Philippines                                         | Mimilanie Marquez                                   | 15                                                  | Ngày 12 tháng 11 năm 1979                           | Tokyo, Nhật Bản                                     | 43                                                  |
| 1980 | Costa Rica                                          | Lorna Chávez                                        | 21                                                  | Ngày 4 tháng 11 năm 1980                            | Tokyo, Nhật Bản                                     | 42                                                  |
| 1981 | Úc                                                  | Jenny Derek                                         | 20                                                  | Ngày 6 tháng 9 năm 1981                             | Kobe, Nhật Bản                                      | 42                                                  |
| 1982 | Hoa Kỳ                                              | Christie Ellen Claridge                             | 20                                                  | Ngày 13 tháng 10 năm 1982                           | Fukuoka, Nhật Bản                                   | 43                                                  |
| 1983 | Costa Rica                                          | Gidget Sandoval                                     | 17                                                  | Ngày 11 tháng 10 năm 1983                           | Osaka, Nhật Bản                                     | 41                                                  |
| 1984 | Guatemala                                           | Ilma Urrutia                                        | 22                                                  | Ngày 30 tháng 10 năm 1984                           | Yokohama, Nhật Bản                                  | 46                                                  |
| 1985 | Venezuela                                           | Nina Sicilia Hernandez                              | 23                                                  | Ngày 15 tháng 9 năm 1985                            | Tsukuba, Nhật Bản                                   | 43                                                  |
| 1986 | Anh                                                 | Helen Fairbrother                                   | 22                                                  | Ngày 31 tháng 8 năm 1986                            | Nagasaki, Nhật Bản                                  | 46                                                  |
| 1987 | Puerto Rico                                         | Laurie Tamara Simpson                               | 18                                                  | Ngày 13 tháng 9 năm 1987                            | Tokyo, Nhật Bản                                     | 47                                                  |
| 1988 | Na Uy                                               | Catherine Alexandra Gude                            | 22                                                  | Ngày 17 tháng 7 năm 1988                            | Gifu, Nhật Bản                                      | 46                                                  |
| 1989 | Đức                                                 | Iris Klein                                          | 20                                                  | Ngày 17 tháng 9 năm 1989                            | Kanazawa, Nhật Bản                                  | 47                                                  |
| 1990 | Tây Ban Nha                                         | Silvia de Esteban                                   | 19                                                  | Ngày 16 tháng 9 năm 1990                            | Osaka, Nhật Bản                                     | 50                                                  |
| 1991 | Ba Lan                                              | Agnieszka Kotlarska[b]                              | 19                                                  | Ngày 13 tháng 10 năm 1991                           | Tokyo, Nhật Bản                                     | 51                                                  |
| 1992 | Úc                                                  | Kirsten Davidson                                    | 20                                                  | Ngày 18 tháng 10 năm 1992                           | Nagasaki, Nhật Bản                                  | 50                                                  |
| 1993 | Ba Lan                                              | Agnieszka Pachałko                                  | 20                                                  | Ngày 9 tháng 10 năm 1993                            | Tokyo, Nhật Bản                                     | 47                                                  |
| 1994 | Hy Lạp                                              | Christina Lekka                                     | 22                                                  | Ngày 4 tháng 9 năm 1994                             | Ise, Mie, Nhật Bản                                  | 50                                                  |
| 1995 | Na Uy                                               | Anne Lena Hansen                                    | 21                                                  | Ngày 10 tháng 9 năm 1995                            | Tokyo, Nhật Bản                                     | 47                                                  |
| 1996 | Bồ Đào Nha                                          | Fernanda Alves                                      | 20                                                  | Ngày 26 tháng 10 năm 1996                           | Kanazawa, Nhật Bản                                  | 48                                                  |
| 1997 | Venezuela                                           | Consuelo Adler                                      | 23                                                  | Ngày 20 tháng 9 năm 1997                            | Kyoto, Nhật Bản                                     | 42                                                  |
| 1998 | Panama                                              | Lía Borrero                                         | 22                                                  | Ngày 26 tháng 9 năm 1998                            | Tokyo, Nhật Bản                                     | 43                                                  |
| 1999 | Colombia                                            | Paulina Gálvez                                      | 19                                                  | Ngày 14 tháng 12 năm 1999                           | Tokyo, Nhật Bản                                     | 51                                                  |
| 2000 | Venezuela                                           | Vivian Urdaneta                                     | 21                                                  | Ngày 4 tháng 10 năm 2000                            | Tokyo, Nhật Bản                                     | 56                                                  |
| 2001 | Ba Lan                                              | Małgorzata Rożniecka                                | 23                                                  | Ngày 4 tháng 10 năm 2001                            | Tokyo, Nhật Bản                                     | 52                                                  |
| 2002 | Liban                                               | Christina Sawaya                                    | 22                                                  | Ngày 30 tháng 9 năm 2002                            | Tokyo, Nhật Bản                                     | 47                                                  |
| 2003 | Venezuela                                           | Goizeder Azúa                                       | 19                                                  | Ngày 8 tháng 10 năm 2003                            | Tokyo, Nhật Bản                                     | 45                                                  |
| 2004 | Colombia                                            | Jeymmy Vargas                                       | 21                                                  | Ngày 16 tháng 10 năm 2004                           | Bắc Kinh, Trung Quốc                                | 58                                                  |
| 2005 | Philippines                                         | Precious Lara Quigaman                              | 22                                                  | Ngày 26 tháng 9 năm 2005                            | Tokyo, Nhật Bản                                     | 52                                                  |
| 2006 | Venezuela                                           | Daniela di Giacomo                                  | 21                                                  | Ngày 11 tháng 11 năm 2006                           | Bắc Kinh, Trung Quốc Tokyo, Nhật Bản                | 53                                                  |
| 2007 | Mexico                                              | Priscila Perales                                    | 24                                                  | Ngày 15 tháng 10 năm 2007                           | Tokyo, Nhật Bản                                     | 61                                                  |
| 2008 | Tây Ban Nha                                         | Alejandra Andreu                                    | 18                                                  | Ngày 8 tháng 11 năm 2008                            | Ma Cao                                              | 63                                                  |
| 2009 | Mexico                                              | Anagabriela Espinoza                                | 21                                                  | Ngày 28 tháng 11 năm 2009                           | Thành Đô, Trung Quốc                                | 65                                                  |
| 2010 | Venezuela                                           | Elizabeth Mosquera                                  | 19                                                  | Ngày 7 tháng 11 năm 2010                            | Thành Đô, Trung Quốc                                | 70                                                  |
| 2011 | Ecuador                                             | Fernanda Cornejo                                    | 22                                                  | Ngày 6 tháng 11 năm 2011                            | Thành Đô, Trung Quốc                                | 67                                                  |
| 2012 | Nhật Bản                                            | Ikumi Yoshimatsu (Truất ngôi)                       | 25                                                  | Ngày 21 tháng 10 năm 2012                           | Okinawa, Nhật Bản                                   | 69                                                  |
| 2013 | Philippines                                         | Bea Santiago                                        | 23                                                  | Ngày 17 tháng 12 năm 2013                           | Tokyo, Nhật Bản                                     | 67                                                  |
| 2014 | Puerto Rico                                         | Valerie Hernandez                                   | 21                                                  | Ngày 11 tháng 11 năm 2014                           | Tokyo, Nhật Bản                                     | 73                                                  |
| 2015 | Venezuela                                           | Edymar Martínez                                     | 20                                                  | Ngày 5 tháng 11 năm 2015                            | Tokyo, Nhật Bản                                     | 70                                                  |
| 2016 | Philippines                                         | Kylie Verzosa                                       | 24                                                  | Ngày 27 tháng 10 năm 2016                           | Tokyo, Nhật Bản                                     | 69                                                  |
| 2017 | Indonesia                                           | Kevin Lilliana                                      | 21                                                  | Ngày 14 tháng 11 năm 2017                           | Tokyo, Nhật Bản                                     | 69                                                  |
| 2018 | Venezuela                                           | Mariem Velazco                                      | 20                                                  | Ngày 9 tháng 11 năm 2018                            | Tokyo, Nhật Bản                                     | 77                                                  |
| 2019 | Thái Lan                                            | Sireethorn Leearamwat[c]                            | 25                                                  | Ngày 12 tháng 11 năm 2019                           | Tokyo, Nhật Bản                                     | 83                                                  |
| 2020 | Cuộc thi bị hoãn do ảnh hưởng của đại dịch COVID-19 | Cuộc thi bị hoãn do ảnh hưởng của đại dịch COVID-19 | Cuộc thi bị hoãn do ảnh hưởng của đại dịch COVID-19 | Cuộc thi bị hoãn do ảnh hưởng của đại dịch COVID-19 | Cuộc thi bị hoãn do ảnh hưởng của đại dịch COVID-19 | Cuộc thi bị hoãn do ảnh hưởng của đại dịch COVID-19 |
| 2021 | Cuộc thi bị hoãn do ảnh hưởng của đại dịch COVID-19 | Cuộc thi bị hoãn do ảnh hưởng của đại dịch COVID-19 | Cuộc thi bị hoãn do ảnh hưởng của đại dịch COVID-19 | Cuộc thi bị hoãn do ảnh hưởng của đại dịch COVID-19 | Cuộc thi bị hoãn do ảnh hưởng của đại dịch COVID-19 | Cuộc thi bị hoãn do ảnh hưởng của đại dịch COVID-19 |
| 2022 | Đức                                                 | Jasmin Selberg                                      | 22                                                  | Ngày 13 tháng 12 năm 2022                           | Yokohama, Nhật Bản                                  | 66                                                  |
| 2023 | Venezuela                                           | Andrea Rubio                                        | 24                                                  | Ngày 26 tháng 10 năm 2023                           | Tokyo, Nhật Bản                                     | 73                                                  |
| 2024 | Việt Nam                                            | Huỳnh Thị Thanh Thủy                                | 22                                                  | Ngày 12 tháng 11 năm 2024                           | Tokyo, Nhật Bản                                     | 71                                                  |

- a Hoa hậu Ingrid Finger năm 1965 giữ vương miện đến năm 1967, trở thành Hoa hậu tại vị lâu thứ hai vì lý do cuộc thi năm 1966 không được tổ chức.
- b Đã qua đời.
- c Hoa hậu Sreethorn Leearamwat năm 2019 giữ vương miện đến năm 2022, trở thành Hoa hậu tại vị lâu nhất từ trước đến nay vì lý do cuộc thi năm 2020 và 2021 không được tổ chức do ảnh hưởng của đại dịch COVID-19.

## Số lần chiến thắng
| Quốc gia/Lãnh thổ | Số lần | Năm                                                  |
| ----------------- | ------ | ---------------------------------------------------- |
| Venezuela         | 9      | 1985, 1997, 2000, 2003, 2006, 2010, 2015, 2018, 2023 |
| Philippines       | 6      | 1964, 1970, 1979, 2005, 2013, 2016                   |
| Đức               | 3      | 1965, 1989, 2022                                     |
| Tây Ban Nha       | 3      | 1977, 1990, 2008                                     |
| Colombia          | 3      | 1960, 1999, 2004                                     |
| Ba Lan            | 3      | 1991, 1993, 2001                                     |
| Úc                | 3      | 1962, 1981, 1992                                     |
| Hoa Kỳ            | 3      | 1974, 1978, 1982                                     |
| Puerto Rico       | 2      | 1987, 2014                                           |
| Mexico            | 2      | 2007, 2009                                           |
| Na Uy             | 2      | 1988, 1995                                           |
| Costa Rica        | 2      | 1980, 1983                                           |
| Anh Quốc          | 2      | 1969, 1972                                           |
| Việt Nam          | 1      | 2024                                                 |
| Thái Lan          | 1      | 2019                                                 |
| Indonesia         | 1      | 2017                                                 |
| Nhật Bản          | 1      | 2012                                                 |
| Ecuador           | 1      | 2011                                                 |
| Liban             | 1      | 2002                                                 |
| Panama            | 1      | 1998                                                 |
| Bồ Đào Nha        | 1      | 1996                                                 |
| Hy Lạp            | 1      | 1994                                                 |
| Anh               | 1      | 1986                                                 |
| Guatemala         | 1      | 1984                                                 |
| Pháp              | 1      | 1976                                                 |
| Nam Tư            | 1      | 1975                                                 |
| Phần Lan          | 1      | 1973                                                 |
| Brazil            | 1      | 1968                                                 |
| Argentina         | 1      | 1967                                                 |
| Iceland           | 1      | 1963                                                 |
| Hà Lan            | 1      | 1961                                                 |